# 大貫康雄
大貫 康雄（おおぬき やすお、1948年 - ）は、日本のジャーナリスト。NHK記者としてNHKヨーロッパ総局長（2000年7月～2004年8月）などを経て、自由報道協会代表理事（2013年5月～2020年4月）を務める。

## 概要
1948年に栃木県日光市に生まれ、1972年に東京外国語大学ドイツ語科を卒業。同年、NHKに取材記者として入局。NHK福島放送局、NHK横浜放送局を経る。1980年に報道局社会部(国際関係)の担当となって、1988年にNHKロサンゼルス支局長に任命される。その後、報道局国際部デスク、広報室国際広報副部長等を経て、1999年にはNHKヨーロッパ総局長に就任した。イラク戦争、北大西洋条約機構（NATO）拡大、欧州連合（EU）統合拡大などを取材した。同年ドイツ連邦共和国功労文化章小綬章を受賞した。2004年、スペシャル番組エグゼクティヴ・プロデューサー。２００５年、放送文化研究所専門委員を経て、2008年にNHKを退職。2012年、公益社団法人自由報道協会理事。2013年5月18日、同会代表理事に選任された。2019年日本による対韓輸出優遇撤廃に反対する、＜声明＞「韓国は「敵」なのか」呼びかけ人の一人となった。
＊社会福祉法人さぽうと21　評議員
＊伊勢文化財団理事
＊研究法人ユーラシア21理事
＊WCRO日本委員会評議員選定委員
・インターネット番組「ニューズオプエド」（18時～19時）（第2第4水曜定期出演）
・YIOライブトーク（隔月第3水曜18時半～）

## 担当番組

### NHK
- NHK特集『日本の戦後40年』『難民』『アメリカで何が起きているか』『ボイジャー2号海王星大接近』など多数。
- 年始特番『ノーベル賞百年教育』
- NHK教育テレビ40周年年始特番『世界の知性に聞く』
- クローズアップ現代『NATO拡大』
- NHK衛星特番『エリザベス女王在位50年』
- 衛星討論『日本文化とクール・ジャパン』

### ニコニコ生放送
- 『大貫康雄の伝える世界』「西サハラ編」「軍事編」「ロシア編」（NOBORDER NEWS TOKYO）
- 情熱報道ライブ「ニューズ・オプエド®」（NOBORDER NEWS TOKYO）

## 著作
- 『ヨーロッパ・メディアに見る日本・世界』自由国民社、2006年
- 連載「今月のニュースガイド」『軍縮問題資料』軍縮市民の会・軍縮研究室、2008年4月 - 2010年9月
- 連載「オオヌキの目」[放送研究と調査] NHK放送文化研究所、2008年4月 - 2012年3月
- 連載「東に西に記者は行く」[みるとす] 株式会社ミルトス、2009年6月 - 2011年12月